# Альметьевское сельское поселение (Альметьевский район)
Альметьевское се́льское поселе́ние — муниципальное образование в Альметьевском районе Татарстана Российской Федерации.
Административный центр — посёлок Молодёжный.

## История
Статус и границы сельского поселения установлены Законом Республики Татарстан от 31 января 2005 года № 9-ЗРТ «Об установлении границ территорий и статусе муниципального образования "Альметьевский муниципальный район" и муниципальных образований в его составе».

## Население
| 2010 | 2011 | 2012 | 2013 | 2014 | 2015 | 2016 |
| ---- | ---- | ---- | ---- | ---- | ---- | ---- |
| 702  | →702 | ↘694 | ↗699 | ↘691 | ↘681 | ↘678 |
| 2017 | 2018 |      |      |      |      |      |
| ↘657 | ↘637 |      |      |      |      |      |

## Состав сельского поселения
| № | Населённый пункт      | Тип населённого пункта          | Население |
| - | --------------------- | ------------------------------- | --------- |
| 1 | Бутинское лесничество | населённый пункт                |           |
| 2 | Дербедень             | село                            |           |
| 3 | Молодёжный            | посёлок, административный центр |           |